# Kapteyn (cráter)

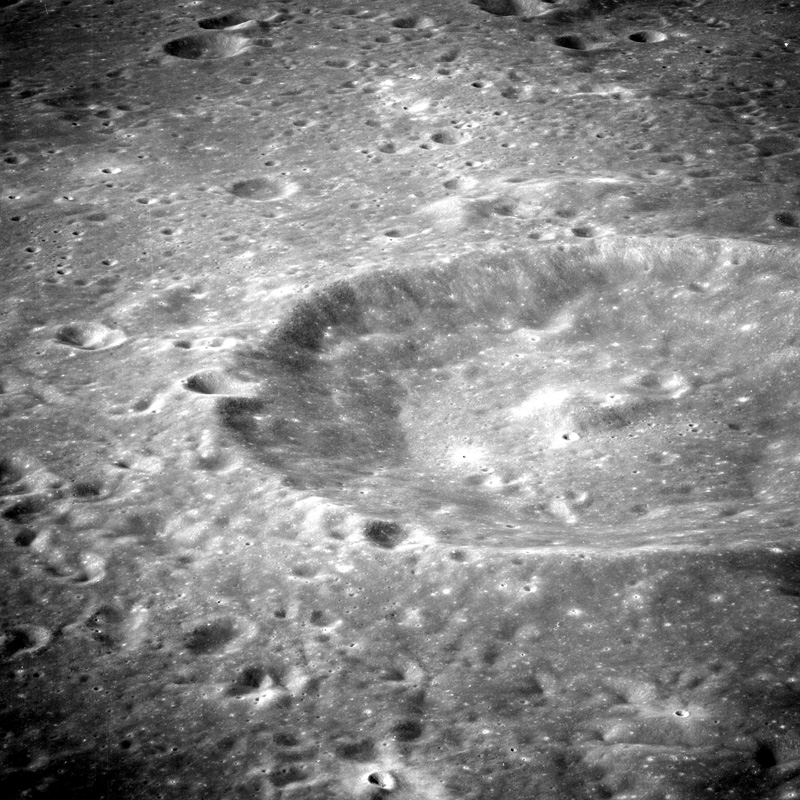
Fotografía de la misión Apolo 8

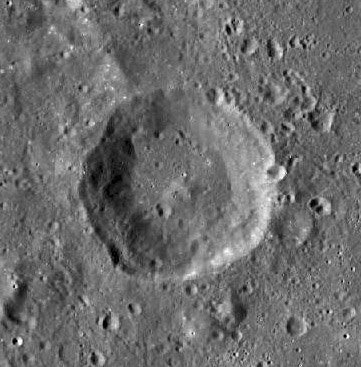
Fotografía de la misión Lunar Reconnaissance Orbiter

Kapetyn es un cráter de impacto lunar situado cerca del terminador oriental, al oeste del cráter La Pérouse. Al oeste de Kapetyn se halla el cráter Barkla ligeramente más pequeño, y más al oeste-noroeste aparece el prominente Langrenus. El cráter Von Behring se localiza al noreste.
|  |

Este cráter es de forma circular, aunque parece ovalado cuando se ve desde la Tierra debido al escorzo. El borde muestra un ligero desgaste, sin cráteres reseñables en el borde o en las paredes interiores. Una serie de trerrazas se sitúan en la pared interior oriental. En el punto medio de la plataforma se eleva un pico central.

## Cráteres satélite
Por convención estos elementos son identificados en los mapas lunares poniendo la letra en el lado del punto medio del cráter que está más cercano a Kapteyn.
|         | \| Kapteyn \| Coordenadas \| Diámetro \| \| ------- \| ----------------------------- \| -------- \| \| A \| 14°12′S 71°18′E / -14.2, 71.3 \| 31 km \| \| B \| 15°36′S 71°00′E / -15.6, 71.0 \| 39 km \| \| C \| 13°18′S 70°12′E / -13.3, 70.2 \| 48 km \| \| D \| 14°30′S 70°36′E / -14.5, 70.6 \| 12 km \| \| E \| 8°48′S 69°18′E / -8.8, 69.3 \| 31 km \| \| F \| 14°30′S 70°18′E / -14.5, 70.3 \| 9 km \| \| K \| 13°06′S 71°54′E / -13.1, 71.9 \| 8 km \| \| Z \| 11°12′S 72°30′E / -11.2, 72.5 \| 6 km \| |          |
| Kapteyn | Coordenadas | Diámetro |
| A       | 14°12′S 71°18′E / -14.2, 71.3 | 31 km    |
| B       | 15°36′S 71°00′E / -15.6, 71.0 | 39 km    |
| C       | 13°18′S 70°12′E / -13.3, 70.2 | 48 km    |
| D       | 14°30′S 70°36′E / -14.5, 70.6 | 12 km    |
| E       | 8°48′S 69°18′E / -8.8, 69.3 | 31 km    |
| F       | 14°30′S 70°18′E / -14.5, 70.3 | 9 km     |
| K       | 13°06′S 71°54′E / -13.1, 71.9 | 8 km     |
| Z       | 11°12′S 72°30′E / -11.2, 72.5 | 6 km     |